# Romas Fridrikas
Romas Fridrikas (ur. 27 lipca 1995) – litewski zapaśnik walczący w stylu klasycznym. Zajął piąte miejsce na mistrzostwach świata w 2023 roku. 
Piąty na mistrzostwach Europy w 2021. Brązowy medalista mistrzostw nordyckich w 2017 i 2018. Jedenasty na igrzyskach europejskich w 2019. Trzynasty na igrzyskach wojskowych w 2019. Trzeci na MŚ i ME juniorów w 2013 roku.